# Међународни рачуноводствени стандард 20
МРС 20 - Рачуноводствено обухватање државних додељивања и обелодањивање државне помоћи
Државна помоћ, дотације, субвенције или премије су поступци државе којим се обезбеђују економске користи специфично за поједина предузећа која испуњавају одређене критеријуме у облику преноса средстава предузећу по основу прошлих или будућих испуњења одређених услова који се односе на пословање предузећа. Државна додељивања се признају као приход за периоде у којима је потребно да се они повежу са односним трошковима за чије надокнађивање су предвиђена. Државна додељивања могу бити у облику преноса новца или у облику ослобађања од обавеза према држави, али њихова сврха не представља директну корист акционарима предузећа. Државна помоћ може бити у облику преноса неновчаног средства као што су земља или други ресурси на коришћење предузећу.